# Paravespa occidentalis
Paravespa occidentalis är en stekelart som först beskrevs av Giordani Soika 1987.  Paravespa occidentalis ingår i släktet Paravespa och familjen Eumenidae. Inga underarter finns listade i Catalogue of Life.